# La Jeune Fille à la perle (roman)
Pour les articles homonymes, voir La Jeune Fille à la perle (homonymie).
La Jeune Fille à la perle (Girl with a Pearl Earring) est un roman historique écrit par Tracy Chevalier et publié en 1999. L'action se déroule à Delft aux Pays-Bas au XVIIe siècle, et le récit a été inspiré par le tableau de l'artiste Johannes Vermeer, La Jeune Fille à la perle en imaginant l'histoire qui a conduit à la création de cette œuvre.
Il raconte l'histoire de Griet, en 1664, jeune fille curieuse et timide issue d'une famille pauvre de Delft, engagée comme servante dans la maison de Johannes Vermeer pour s'occuper des six enfants de la famille, mais surtout pour faire le ménage dans l'atelier du peintre.
Le roman a été adapté en 2003 dans le film homonyme réalisé par Peter Webber.

## Origine

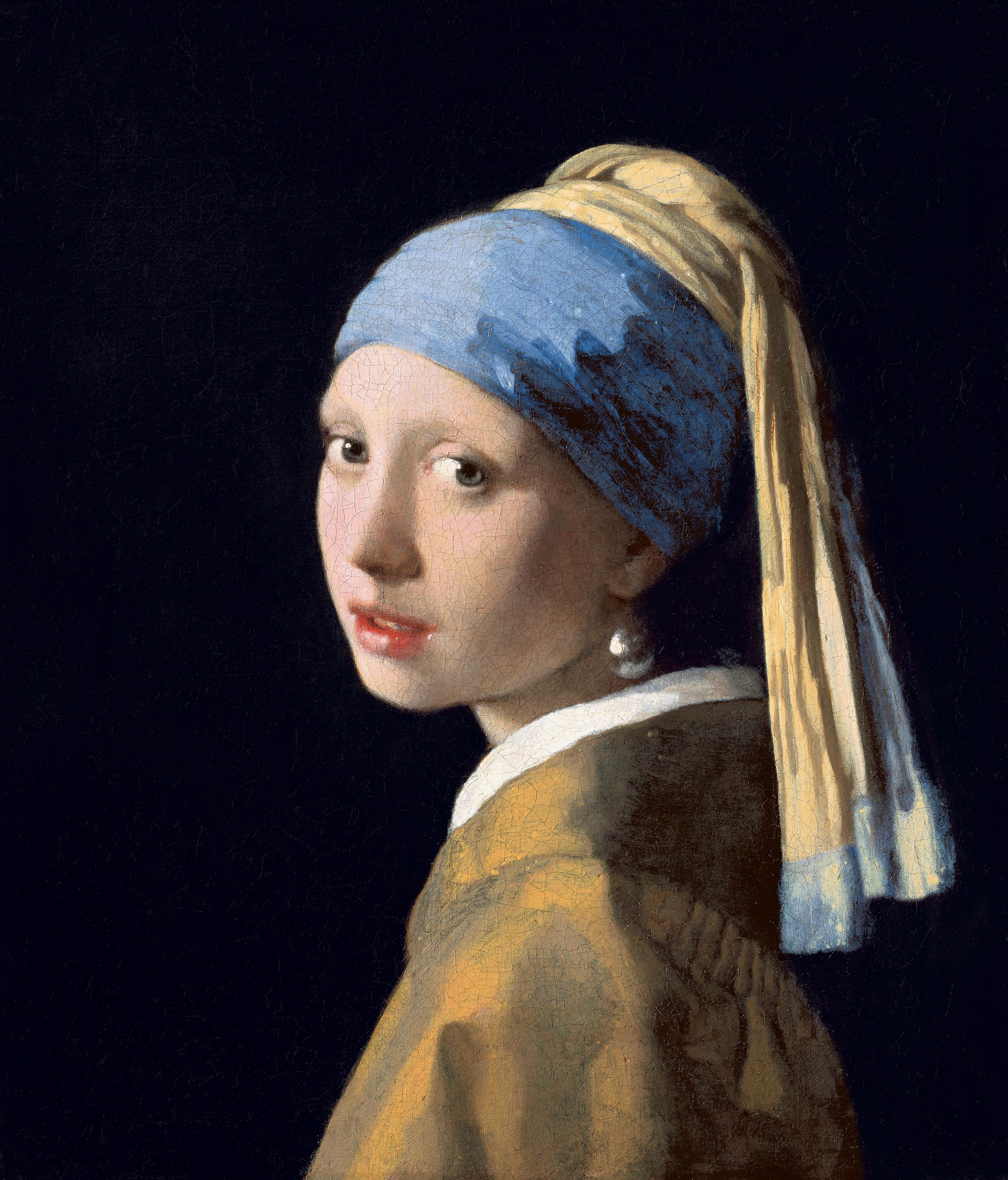
La Jeune Fille à la perle de Johannes Vermeer peint vers 1665, exposé au Mauritshuis de La Haye (Pays-Bas)

Tracy Chevalier, depuis longtemps passionnée par les œuvres de Vermeer, affirme qu'elle décida d'écrire l'histoire de la jeune fille en regardant un poster du tableau allongée sur son lit en se demandant ce que Vermeer avait pu dire ou faire pour qu'elle ait un tel regard.

« J'ai écrit ce livre parce que j'ai toujours été fascinée par le tableau de Vermeer, La Jeune Fille à la perle. À quoi pense-t-elle ? Parfois, elle semble vouloir séduire, parfois elle paraît triste. Parfois on croit qu'elle a treize ans et d'autres trente ans. Je me demandais ce que Vermeer avait bien pu dire ou faire pour qu'elle ait un tel regard. De cette interrogation est né ce roman. »

— Tracy Chevalier
Elle affirme aussi : « Il y a tant de mystère dans chaque peinture [de Vermeer], dans sa représentation des femmes, tant d'histoires à raconter. J'avais envie de raconter l'une d'entre elles. »

## Résumé
En 1664, Griet, jeune fille curieuse et timide issue d'une famille pauvre de Delft, est engagée comme servante dans la maison de Johannes Vermeer pour s'occuper des six enfants de la famille et surtout pour faire le ménage dans l'atelier du peintre. Celui-ci, sentant le potentiel artistique qui se dégage de la jeune fille, lui  fait découvrir petit à petit les rudiments de l'art qu'il exerce. Leur proximité va entraîner de nombreuses tensions au sein de la maison des Vermeer, ainsi que des rumeurs qui vont rapidement se propager en ville.

## Personnages
La description des personnages historiques est faite ici d'après le livre ainsi que les informations disponibles sur le site officiel de Tracy Chevalier. Voir les articles détaillés et la section Concordance historique pour connaître la réalité historique vérifiée.

### Griet
Fille d'une famille ouvrière tombée dans la misère, Griet est embauchée par la famille Vermeer pour faire le ménage dans l'atelier du maître Johannes Vermeer. Devant s'intégrer dans la maison, entre Catharina Bolnes, l'épouse de Vermeer, la mère de celle-ci, Maria Thins, et la servante Tanneke, sans compter Cornelia, une des filles, elle doit faire profil bas. Mais Vermeer comprend rapidement les qualités de Griet, sa discrétion et son intérêt pour la peinture.

### Johannes Vermeer
Né en 1632 à Delft, Johannes Vermeer a 32 ans en 1664 quand débute l'histoire. Il a passé six ans en apprentissage et a été ensuite admis dans la Guilde de Saint-Luc en 1653 en tant que « maître peintre ».
La même année, Vermeer, qui avait reçu une éducation protestante calviniste, se convertit au catholicisme en épousant Catharina Bolnes, issue de la bourgeoisie de Delft. Il s'installa avec sa femme chez sa belle-mère Maria Thins, au Coin des papistes. Ils y élevèrent leurs onze enfants, Griet n'en ayant connu que six.

### Van Ruijven
Pieter Van Ruijven est le mécène de Vermeer, riche percepteur de Delft. Il lui commande beaucoup de ses œuvres, dans lesquelles lui ou sa femme et sa fille posent.

### Pieter
Fils de boucher, Pieter, est rapidement séduit par la timidité et le caractère de Griet, et lui fait la cour pendant de longs mois. Alors que de nombreuses rumeurs courent en ville à propos de Griet, il lui propose de l'épouser si elle quitte sa place de servante. On apprend dans le dernier chapitre qui se déroule dix ans après (en 1676) qu'ils se sont mariés et que Griet a mis au monde deux enfants : Jan, du nom de son père et Frans, du nom de son frère.

### Maria Thins
Belle-mère de Vermeer et propriétaire de la maison du Coin des papistes, Maria Thins (en) est une femme perspicace et commerçante, qui ira jusqu'à cacher à sa fille Catharina que Van Ruijven a commandé le tableau de Griet à son gendre.

### Catharina
Catharina Bolenes (pt) est l'épouse de Johannes Vermeer. Impulsive et jalouse, elle a détesté Griet depuis le premier jour, et sa haine ne fera que grandir à mesure que son mari et la servante se rapprochent. En 1666, elle finit par découvrir, avertie par sa fille Cornelia, que Vermeer a peint un tableau de Griet, alors qu'il lui a toujours refusé le droit de poser. En colère, elle tentera de lacérer la toile, mais en est empêchée par Vermeer, et elle chassera Griet de sa maison.
À l'arrivée de Griet, elle avait cinq enfants, et était enceinte du sixième. Elle aura finalement onze enfants de son mari. Un autre au moins est mort dans ses premières semaines de vie, car, étant né le jour où Catharina découvrit l'existence du tableau, il nait dans la souffrance sur le plancher de l'atelier.

### Tanneke
Tanneke est l'autre servante de la maison, sous les ordres directs de Maria Thins. La relation entre Griet et Tanneke est difficile, alternant entre une franche hostilité et une indifférence feinte, principalement en raison de la jalousie qu'éprouve Tanneke envers Griet à cause de sa proximité avec le maître de la maison. Bien que Griet apprenne très vite à gérer le caractère lunatique de Tanneke, celle-ci va devenir de plus en plus hostile à mesure que la relation avec Johannes Vermeer se développe.

### Les enfants Vermeer
- Maertge :

Aînée des enfants de Catharina et Johannes  Vermeer, Maertge est l'une des rares personnes de la maison à considérer Griet autrement que comme une servante. Elle sera la seule à venir rendre visite à Griet après son renvoi.
- Cornelia :

Fidèle à sa mère, elle va rapidement devenir ouvertement hostile à Griet, allant jusqu'à ruiner son travail ou l'accuser de vol, alors que c'est elle qui a commis le larcin.
- Ainsi que : Lisbeth, Aleydis, Johannes et Franciscus

### La famille de Griet
- Le père de Griet :

Son père était faïencier, fabricant de porcelaine de Delft (faïences blanches à décor bleu), mais il perdit son commerce à cause de l'explosion d'un four, l'accident, qui a tué deux de ses employés, l'ayant rendu aveugle.
- La mère de Griet :

Elle s'inquiète pour la survie de la famille, elle envoie donc Griet travailler pour subvenir à ses besoins et lui arrange un mariage avec un boucher. Au début, elle veut garder son honneur et n'accepte pas ce qu'on lui donne mais après, cela ne la dérange plus. 
- Agnès :

Âgée de 10 ans, Agnès se sentit abandonnée lorsque Griet quitta la maison pour aller servir chez les Vermeer : son frère étant parti également, elle se retrouvait seule avec ses parents. En 1664, Agnès mourut de la peste qui toucha le quartier où vivait la famille.
- Frans :

Frans, le frère de Griet, était en apprentissage pour devenir à son tour faïencier. Renvoyé car il a mis la femme de son patron enceinte, il part à l'étranger sans plus jamais donner de nouvelle. Il connait Griet mieux que quiconque et il est le premier à deviner ses sentiments pour le peintre Vermeer.

### Van Leeuwenhoek
Ami de Vermeer, Antoni van Leeuwenhoek est un savant renommé de Delft. Il possède une  camera obscura, une boîte pourvue d'une lentille, permettant au peintre d'observer sa mise en scène différemment. Tanneke explique à Griet que Catharina a peur de lui parce qu'elle a un jour renversé sa chambre noire, et l'a cassée, s'attirant ses foudres.
Peu avant que Vermeer n'achève son portrait, van Leeuwenhoek met Griet en garde. Il lui explique que la vision idéaliste de son maître lui cache parfois la réalité, qu'il ne pense qu'à lui-même ou à son travail, qu'elle n'est qu'un accessoire qu'il jettera une fois le tableau terminé. Sa vision se révéla juste puisque Vermeer s'abstint de la défendre devant Catharina quelques semaines plus tard, et que, durant les dix ans qui lui restaient à vivre, il ne vint jamais vers elle.

## Tableaux évoqués dans le roman

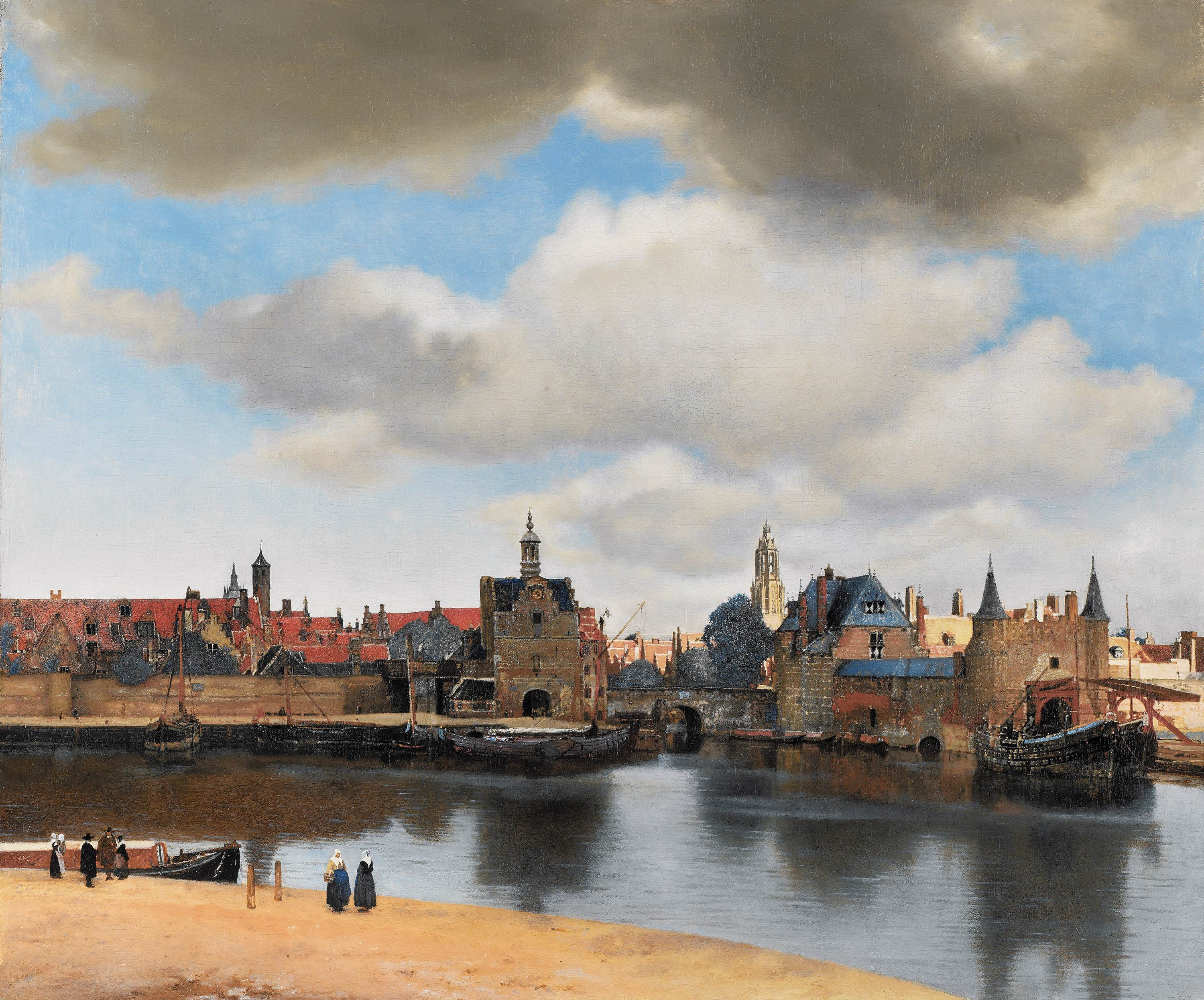
Vue de Delft (1660-1661)
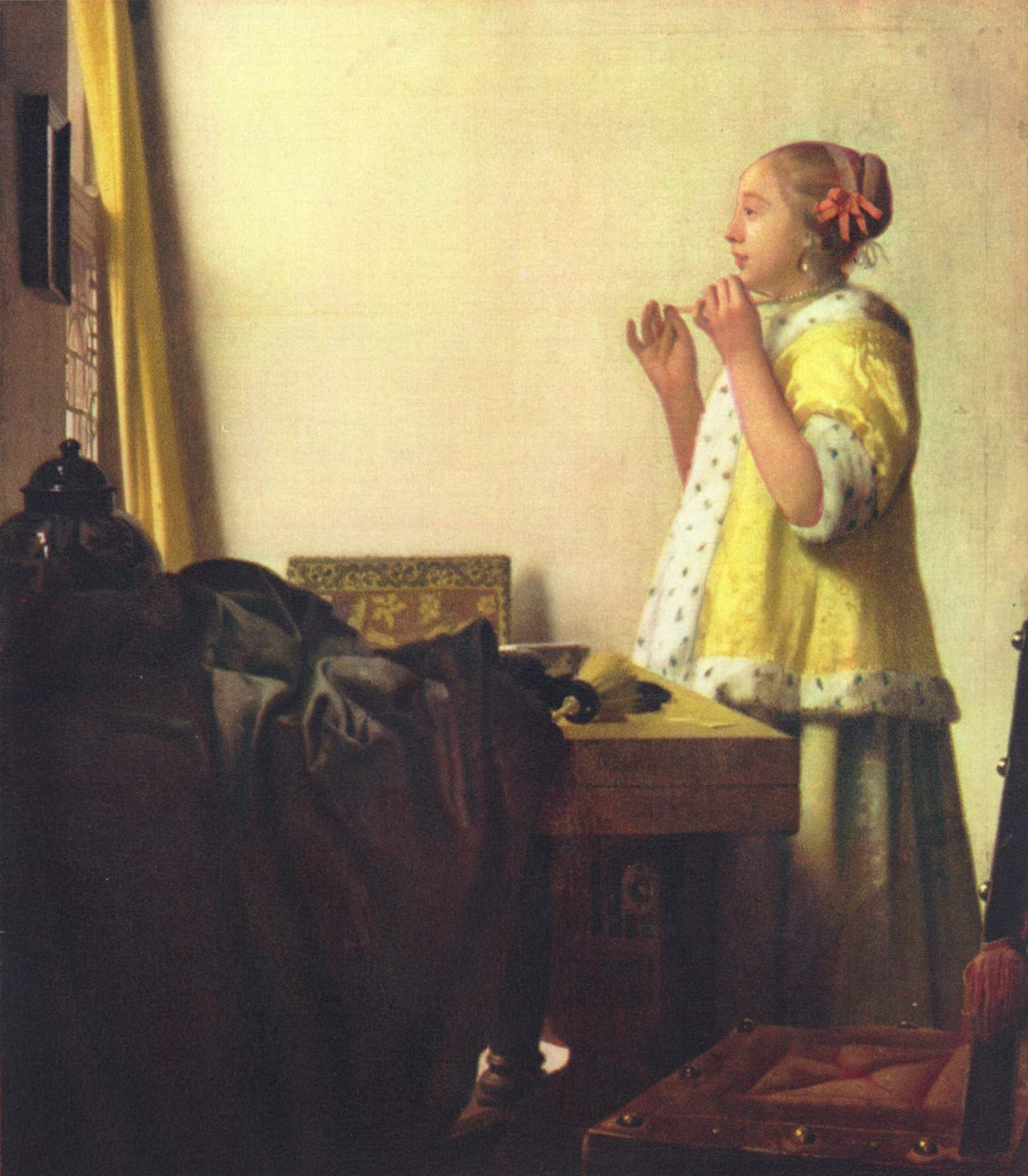
La Dame au collier de perles (1662-1665)
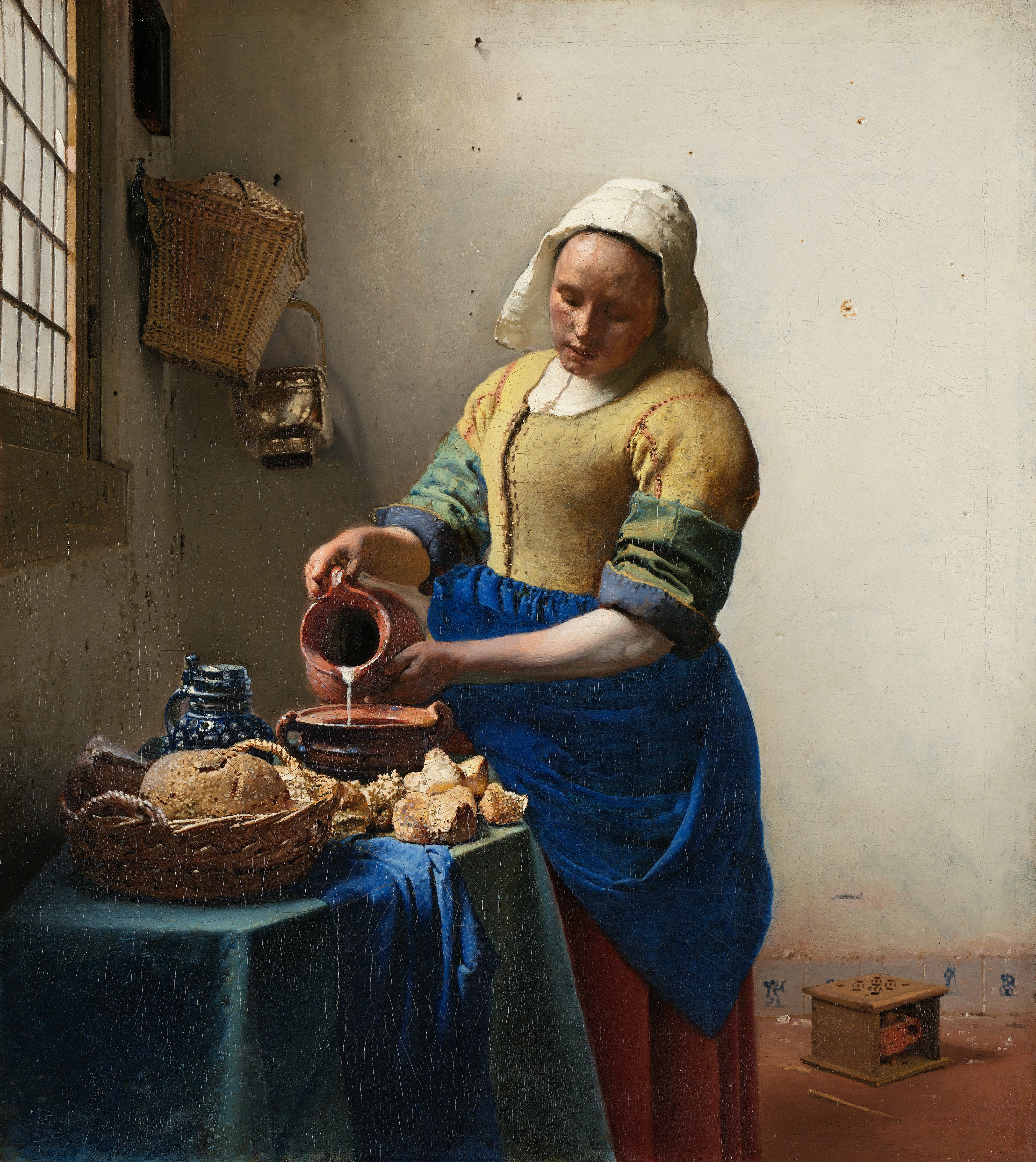
La Laitière (1658-1661)
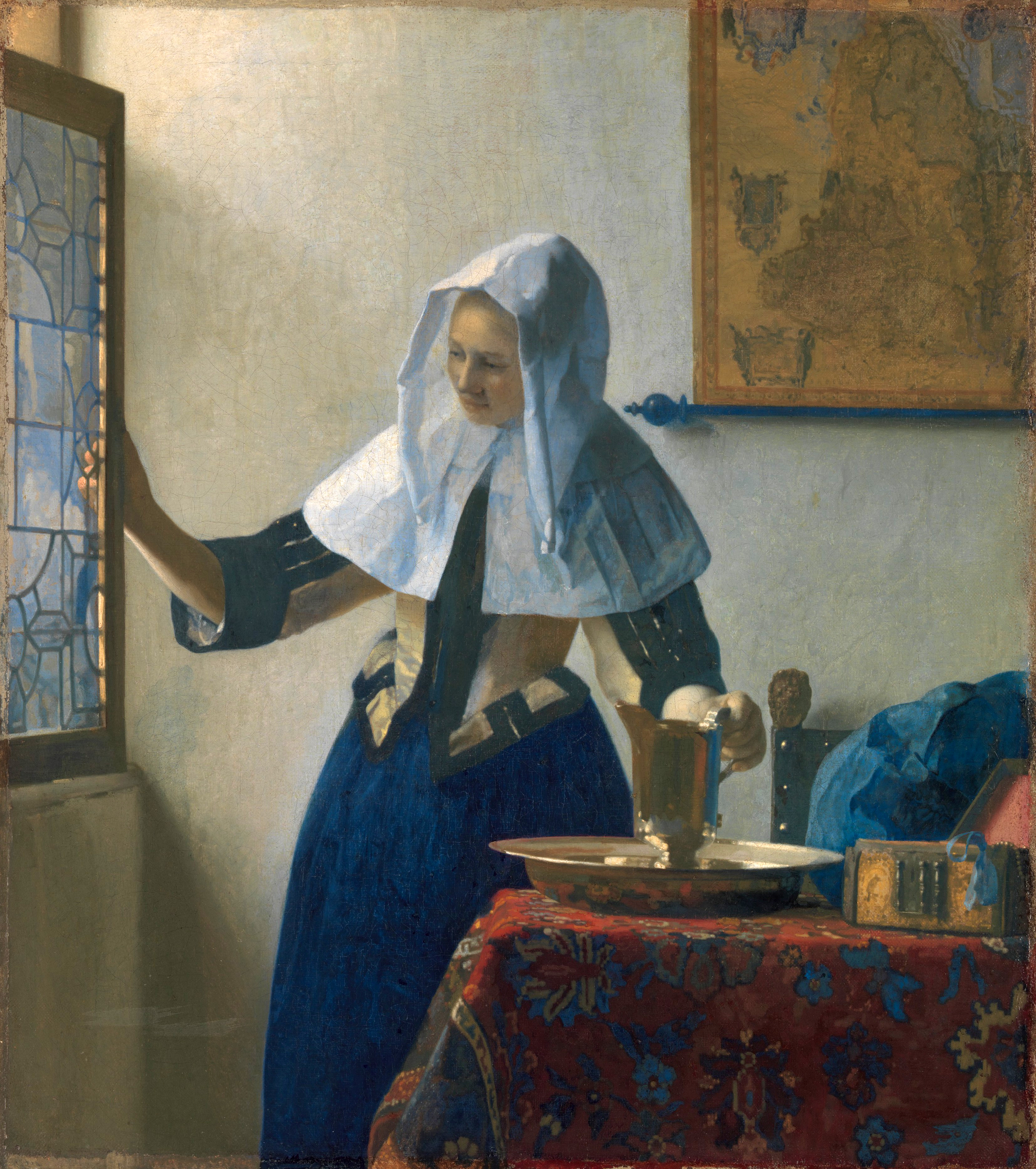
Jeune Femme à l'aiguière (1662-1665)
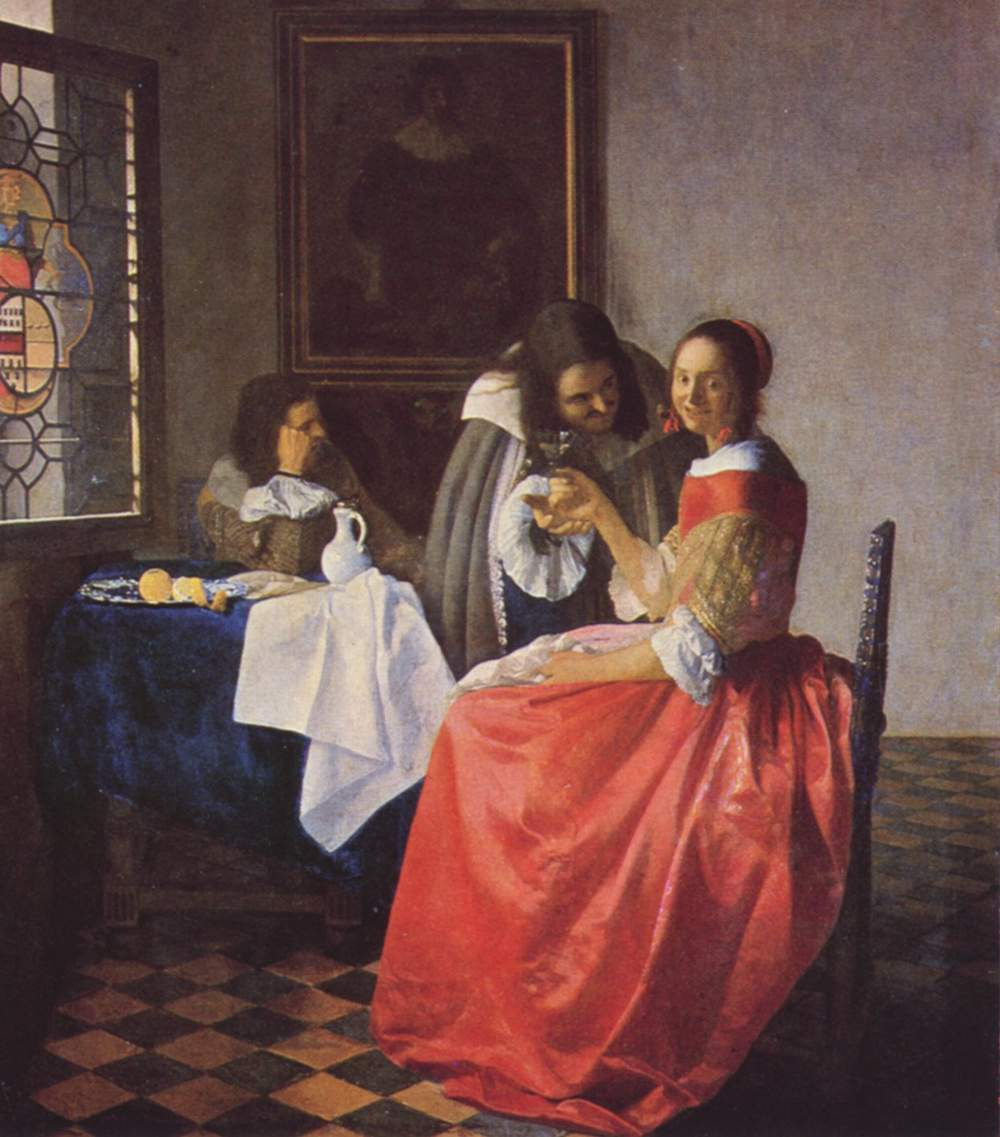
La Jeune Fille au verre de vin (1659-1660)
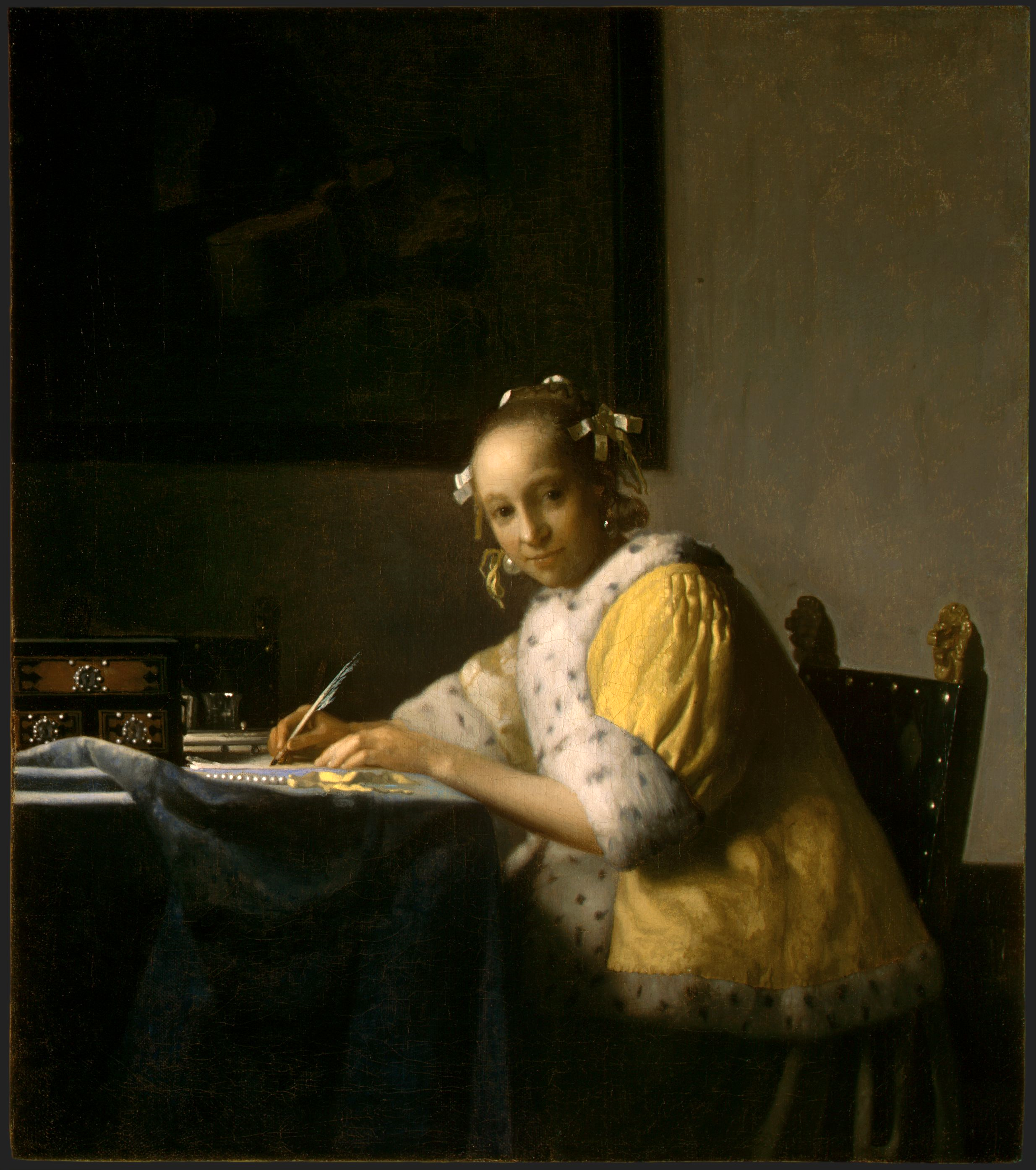
Jeune Femme écrivant une lettre (1665-1666)
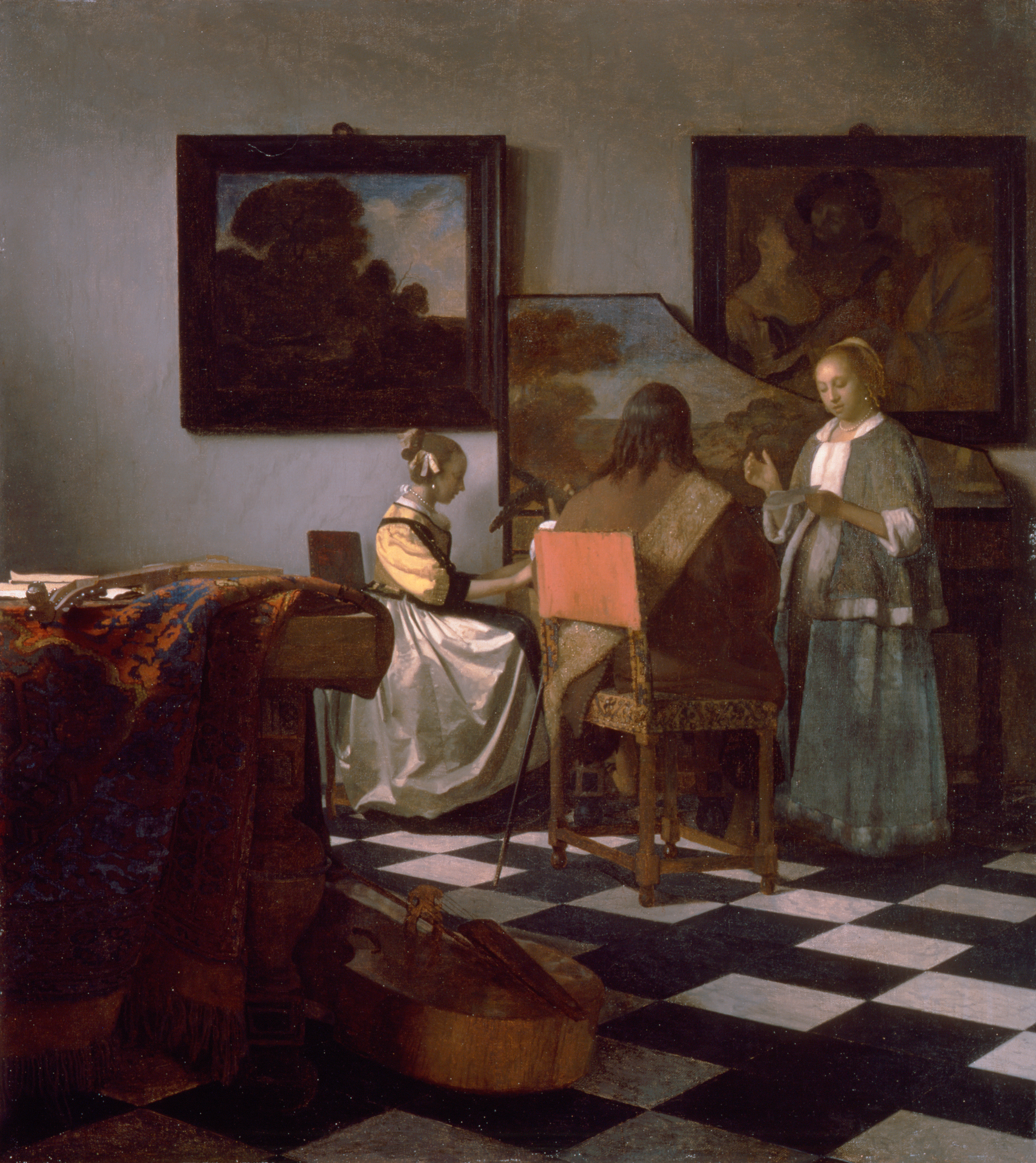
Le Concert (1665-1667)
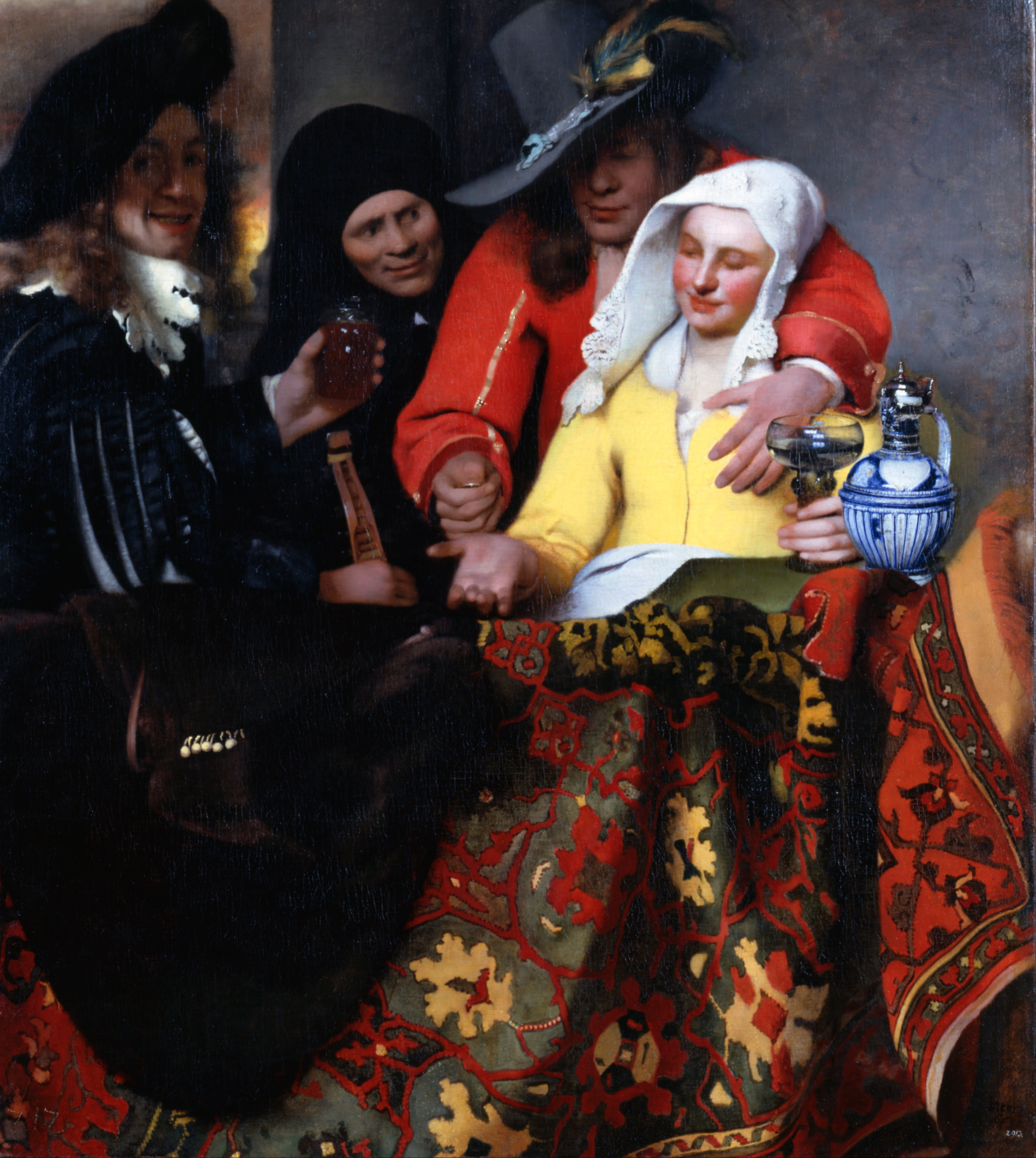
L'Entremetteuse (1656)
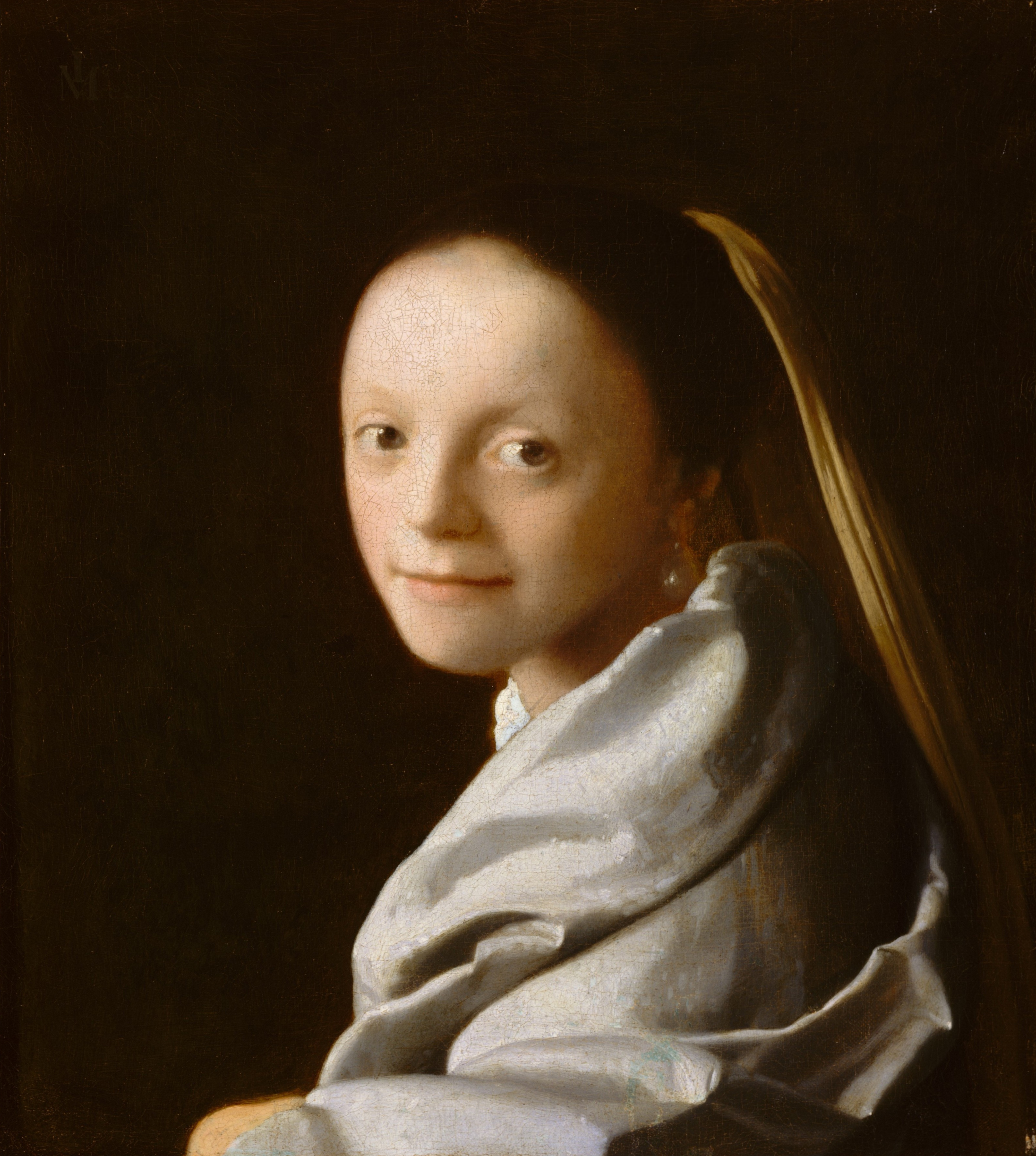
Portrait d'une jeune femme (1666/1667)

Ces différents tableaux sont évoqués (dans l'édition Folio (Gallimard) numéro 3648) :
- page 019 pour "Vue de Delft"
- page 056 pour "La Dame au collier de perles"
- page 060 pour "La Laitière"
- page 128 pour "Jeune Femme à l'aiguière"
- page 175 pour "La Jeune Fille au verre de vin"
- page 177 pour "Jeune Femme écrivant une lettre"
- page 224 pour "Le Concert"
- page 247 pour "L'Entremetteuse"
- page 301 pour "Portrait d'une jeune femme"

Un autre tableau, dont Vermeer n'est  pas l'auteur, est décrit dans le livre page 32. C'est une crucifixion, dont Vermeer était propriétaire, peinte vers 1620 par Jacob Jordaens (1593–1678). Ce tableau est a été reproduit par Vermeer dans le fond de "L'Allégorie de la foi" (1670-1672).

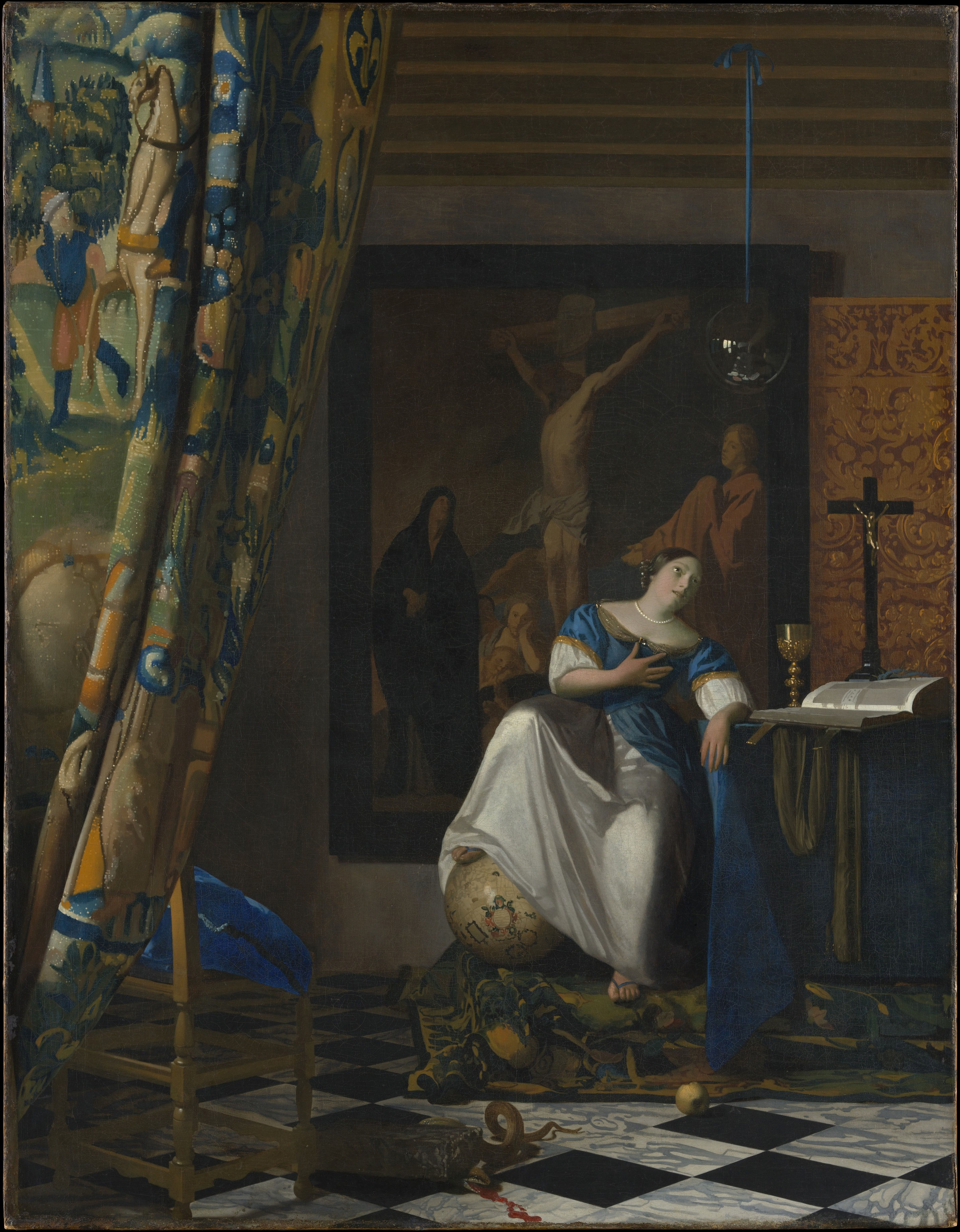
L'Allégorie de la foi (1670/1672)

## Aspects formels

### Point de vue narratif
Le roman est écrit à la première personne. On découvre comment Griet s'immisce dans l'intimité d'une famille catholique hollandaise au XVIIe siècle, et comment elle découvre l'art de la peinture aux côtés de son maître.

### Structuration du roman
Le roman est divisé en quatre chapitres, 1664, 1665, 1666 et 1676, les trois premiers correspondant aux trois années où Griet était au service des Vermeer. Le dernier chapitre, 1676, se déroule dix ans plus tard, peu après la mort de Jan Vermeer, quand van Leeuwenhoek, exécuteur testamentaire de son ami, remet à Griet les perles de Catharina que son ancien maître lui a léguées.

### Concordance historique
Le tableau de La Jeune Fille à la perle est estimé remonter à l'année 1665, ce qui correspond à une année près au développement temporel logique du roman dans lequel Griet est engagée par Vermeer en 1664 ; elle  passe deux ans à son service, jusqu'à l'achèvement du tableau, qui, dans le roman, date de 1666.

## Cadre spatio-temporel

### Delft
Delft est une ville située dans la province néerlandaise de Hollande-Méridionale (Zuid-Holland). Elle est située entre La Haye (Den Haag) et Rotterdam. Elle comptait à l'époque de Vermeer environ 25 000 habitants.
Plusieurs quartiers ou monuments de la ville sont évoqués dans le livre :
- Le Coin des papistes : le quartier catholique où se trouve la maison des Vermeer
- La place du Marché : place centrale de Delft, au centre de laquelle les pavés forment une étoile à huit branches, chacune pointant vers un quartier de la ville
- Oude Langendijck : le quai le long du canal de Delft
- La Nouvelle-Église protestante (Nieuwe Kerk)

### Contexte historique
L'histoire débute en 1664, à l'époque de l'âge d'or de la peinture hollandaise.

## Accueil

### Accueil critique
Le roman a été grandement salué par les critiques et les lecteurs. Il est devenu un bestseller rapidement après sa sortie et a été acclamé dans de nombreux pays. USA Today l'a appelé « roman exceptionnel », tandis que le Miami Herald l'a qualifié de « bijou de roman ». 

### Réception par le public
Le roman de Tracy Chevalier a été traduit en plus de trente-six langues, et édité à plus de trois millions d'exemplaires .

## Adaptations
Une adaptation cinématographique a été réalisée en 2003 par Peter Webber. Le rôle de Griet est tenu par l'actrice américaine Scarlett Johansson, et celui de Johannes Vermeer par l'acteur britannique Colin Firth. Tom Wilkinson interprète le rôle du mécène Van Ruijven et Cillian Murphy y joue Pieter, le fils du boucher.
Le film a été particulièrement récompensé pour l'application des responsables de la photographie à diffuser une ambiance de lumière et de couleur présente dans les tableaux de Vermeer et dans ceux des peintres hollandais en général.
Le roman fut aussi adapté au théâtre en 2008 au Cambridge Arts Theatre, puis le 29 septembre 2008 au Theatre Royal Haymarket de Londres, mis en scène par Peter Mumford.